# Jaco Pastorius
John Francis Anthony "Jaco" Pastorius III (1. prosince 1951, Norristown, Pensylvánie, USA – 21. září 1987, Fort Lauderdale, Florida) byl americký jazzový a rockový baskytarista. 
V letech 1976 až 1981 byl členem Weather Report, kde působil také známý Joe Zawinul. Dále spolupracoval např. s Patem Methenym, Joni Mitchell nebo Blood, Sweat & Tears v letech 1975 až 1976. Dále nahrával alba jako sólový umělec a vedoucí kapely. Muzice se věnoval již od svého mládí a významným způsobem se zasloužil o popularizaci bezpražcové baskytary. Mnozí jej považují za nejlepšího hráče na tento nástroj vůbec. Ve své hře využíval funk, lyrická sóla, basové akordy a inovativní harmonii. K roku 2017 zůstává jediným elektrickým basistou ze sedmi basistů uvedených do Jazzové síně slávy časopisu DownBeat.
Pastorius po celý svůj profesní život trpěl problémy s alkoholem a dalšími drogami i problémy s duševním zdravím, a navzdory svému širokému ohlasu měl v dalších letech problémy s udržením pracovních míst kvůli své nespolehlivosti. V polovině 80. let měl často i finanční potíže. Zemřel v roce 1987 po potyčce s vyhazovačem jednoho nočního klubu na jihu Floridy.
I po jeho smrti jeho práce nadále ovlivňovala mnohé hudebníky. V roce 1988 byl zvolen do DownBeat Hall of Fame. V roce 2014 o něm byl natočen dokumentární filmu Jaco.

## Diskografie
- Jaco (1974)
- Jaco Pastorius (1976)
- The Birthday Concert (1981)
- Word of Mouth (1981)
- Invitation (1983)
- PDB (1986)
- Live in Italy (1986)
- Jazz Street (1986)
- Curtain Call (1986)